# Vive cantando
Vive cantando (anteriorment Vivo cantando) és una sèrie de televisió produïda per Doble Filo (Grupo Secuoya) pel canal Antena 3. Es tracta d'una comèdia dramàtica en què la protagonista es Trini (María Castro), una cantant d'orquestra que porta els últims anys recorrent Espanya sencera. Tanmateix, la seva germana Luisa (Pilar Castro) apareix després d'una actuació per dir-li que es mor, motiu que l'obliga a deixar la seva passió per tornar a La Glòria, el barri on va créixer i on viu tota la seva família. Allà es retrobarà amb la seva família, els seus amics i amb el qual va ser l'amor de la seva vida. L'ex de Trini és amo de La bamba, un karaoke que va viure temps millors però que de nou comença a despuntar. A poc a poc, La bamba es convertirà en el punt de trobada dels veïns de tot el barri, un punt en el qual desfogar-se i alegrar l'existència a base de música i diversió.

## Personatges
- María Castro és María Trinidad "Trini" Almagro López.
- Gorka Otxoa és César Campillo García.[3]
- José Luis García Pérez és Juan José "Juanjo".
- Roko és Lucía.[4]
- Sandra Blázquez és María José.[5]
- Esperanza Elipe és María Asunción "Asun".
- Mariola Fuentes és Candela.
- Ignacio Montes és Carlos.
- Manuel Galiana és Rafael Almagro.
- Javier Cifrián és Mariano Benítez.
- Daniel Avilés és Ignacio "Nacho" Ruiz Almagro.
- Alberto Jiménez és Julián.
- Andrés Arenas és Ceferino.
- Ana Mena és Paula Ruiz Almagro.
- Víctor Sevilla és Jesús Francisco "Jeco" Benítez.
- Nancy Yao és Dolores "Lola".
- Geli Albaladejo és Angelines "Geli".
- Juan Frendsa és Tito.

### Personatges episòdics
- Pilar Castro és Luisa Almagro López (†). Germana de "La Trini" i mare de na Paula i en Nacho, que mor en el primer capítol.[6]
- Álex Hernández és Ricky. Nuvi de María José.[7]
- Laura Río és Bárbara. Filla d'en Juanjo.
- Alex Casademunt és Willy. Amic de La Trini.
- Leo Rivera és Ferrán. Psicolèg del col·legi.
- Sergio Caballero és Rodrigo. Amic d'en César.
- Mariano Llorente és Joaquín Ríos Martínez. Pare d'en César.
- Fernando Soto és Andrés Ruiz. Pare d'en Nacho i na Paula.
- Claudia Molina és Vanessa. Stripper i núvia d'en César.
- AURYN són ells mateixos.

## Temporada 1
Capítol 1
- La bamba (Los Lobos). La interpreta Trini (María Castro) l'inici de l'episodi.
- Heartbreaker (Auryn). La interpreten Nacho (Daniel Avilés) i Paula (Ana Mena).
- Corazón contento (Marisol). És interpretada per dos veus, la primera per Trini (María Castro) i la seva germana Luisa (Pilar Castro). La segona la interpreta només na Trini mentre la seva germana mor.

Capítol 2
- Color esperanza (Diego Torres). La interpreten César (Gorka Otxoa) i Lucía (Roko).
- Con los años que me quedan (Gloria Estefan). La interpreta Mariano (Javier Cifrián).

Capítol 3
- Sabor de amor (Danza Invisible). La interpreta Lucía (Roko).
- Pero a tu lado (Los Secretos). La interpreten Trini (María Castro) i Paula (Ana Mena).

Capítol 4
- Bésame mucho (Emilio Tuero). La interpreta Lola (Nancy Yao).
- A quién le importa (Alaska y Dinarama). La interpreten Paula (Ana Mena), Trini (María Castro) i Nacho (Daniel Avilés).

Capítol 5
- Ritmo de garaje (Loquillo y Trogloditas). La interpreten Trini (María Castro) i Willy (Alex Casademunt).
- Euphoria (Loreen). La interpreta Lucía (Roko).

Capítol 6
- La bamba (Los Lobos). La interpreta César (Gorka Otxoa).
- Dramas y comedias (Fangoria). La interpreten Trini (María Castro) i Nacho (Daniel Avilés).
- Como una ola (Rocío Jurado). La interpreta Lucía (Roko).

Capítol 7
- Chiquilla (Seguridad Social). La interpreten Juanjo (José Luis García Pérez) i Nacho (Daniel Avilés).
- Oye (Wilfrido Vargas). La interpreten César (Gorka Otxoa) i Lucía (Roko).

Capítol 8
- Sin miedo a nada (Alex Ubago). La interpreta Trini (María Castro) i después Paula (Ana Mena).
- Mucho mejor (Los Rodríguez). La interpreten Carlos (Ignacio Montes) i Paula (Ana Mena).

Capítol 9
- La lista de la compra (La Cabra Mecánica i María Jiménez). La interpreten Asun (Esperanza Elipe) i Candela (Mariola Fuentes).
- Pan y mantequilla (Efecto Pasillo). La interpreten Paula (Ana Mena), Trini (María Castro) i Nacho (Daniel Avilés).